# Antonio Cesari

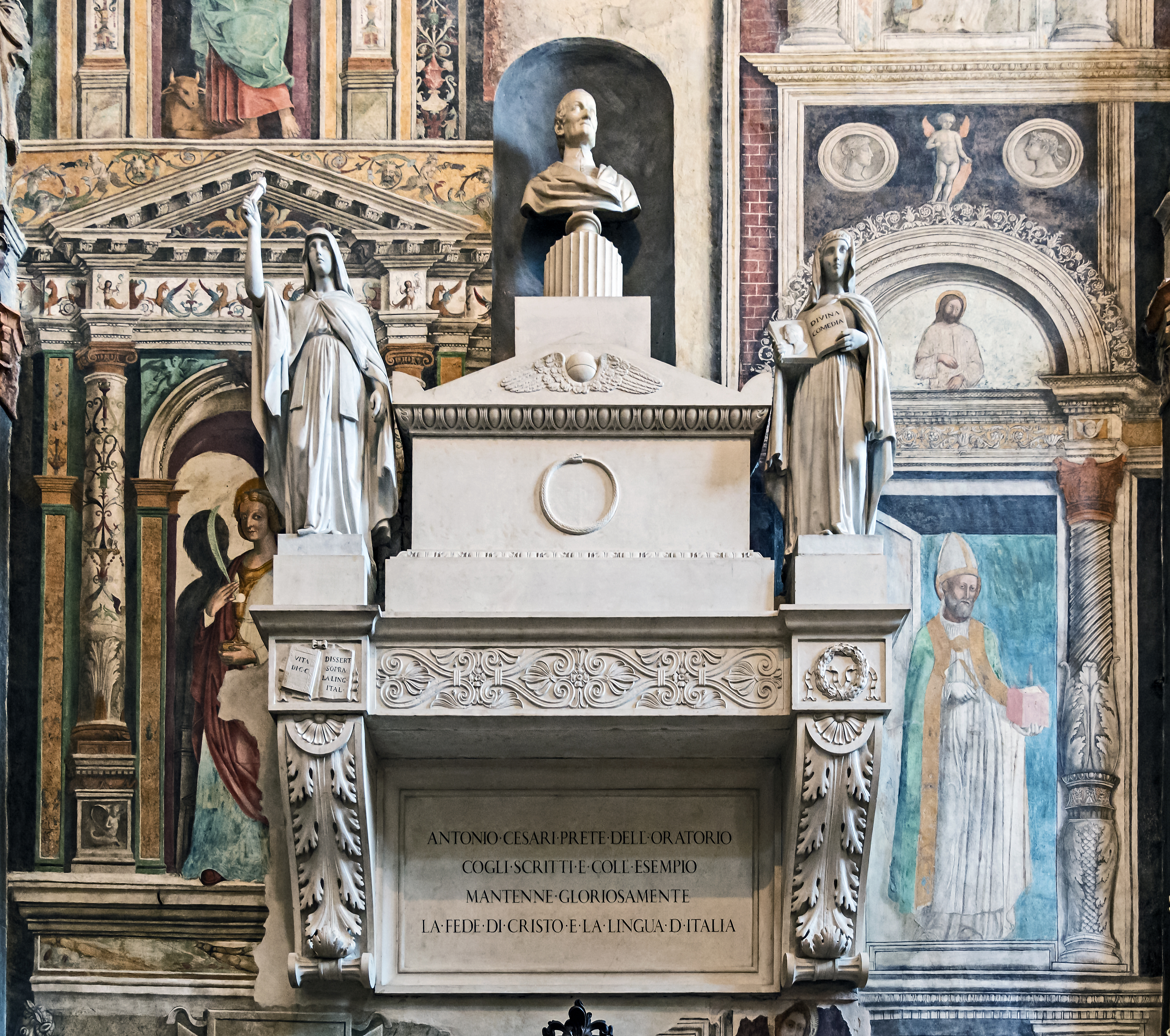
Gravmonument över Antonio Cesari i Veronas katedral.

Antonio Cesari, född den 17 januari 1760, död den 1 oktober 1828, var en italiensk filolog.
Cesare var medlem av det andliga ståndet och benämns därför merendels Padre Antonio. Hans viktigaste arbete är en upplaga av Vocabolario della crusca (7 band, 1806–1809), vilken han riktade med omkring 50 000 ord. Dessutom skrev han Dissertazione sopra lo stato presente della lingua italiana (1810) och Novelle (1825) med mera samt utgav flera äldre, latinska och italienska, författares verk.